# Agent chimiothérapeutique
Pour les articles homonymes, voir Agent.
Un agent chimiothérapeutique est un médicament utilisé en chimiothérapie, c'est-à-dire dans le traitement du cancer. Il peut être aussi qualifié de cytotoxique ou antinéoplasique.

## Principales classes d'agents chimiothérapeutiques

### Agents alkylants
- Moutarde à l'azote et dérivés
  - busulfan
  - chlorambucil
  - cyclophosphamide
  - ifosfamide
  - melphalan
- Dérivés du N-nitroso-urée
  - fotémustine
  - carmustine
  - témozolomide
- Dérivés du platine
  - carboplatine
  - cisplatine
  - oxaliplatine
- Divers : dacarbazine, …

### Antimétabolites
- Antagonistes de l'acide folique : méthotrexate
- Analogues de la purine
  - cladribine
  - fludarabine
  - mercaptopurine
  - tioguanine
- Analogues de la pyrimidine
  - cytarabine
  - fluorouracile
  - Divers : hydroxycarbamide

### Antibiotiques antitumoraux
- Anthracyclines
  - doxorubicine
  - épirubicine
  - daunorubicine
  - idarubicine
- bléomycine
- Divers : dactinomycine ; mitomycine C ; mitoxantrone, …

### Inhibiteurs de la topo-isomérase
- Inhibiteurs de la topo-isomérase 1
  - irinotécan
  - topotécan
- Inhibiteurs de la topo-isomérase 2
  - étoposide
  - téniposide

### Inhibiteurs des microtubules
- Dérivés de la pervenche
  - vinblastine
  - vincristine
  - vindésine
  - vinorelbine
- Taxanes
  - docétaxel
  - paclitaxel
- Divers : estramustine

### Divers
- alemtuzumab
- amsacrine
- anagrélide
- l-asparaginase
- bortézomib
- imatinib
- rituximab
- BCG
- témoporfine
- trastuzumab
- trétinoïne (acide rétinoïque)

Dans ce cadre, on utilise parfois aussi des hormones et des antihormones ou des interférons.

## Effets indésirables
Parmi les effets indésirables possibles, citons :
- Dépression de la moelle osseuse
- Hyperuricémie
- Troubles gastro-intestinaux
- Alopécie.

### Grossesse
La chimiothérapie est dangereuse pour l'embryon et le fœtus, et une contraception doit être envisagée chez les femmes en âge de procréer.